# Ferrovia Gällivare-Kristinehamn
La ferrovia Gällivare–Kristinehamn, anche nota come Inlandsbana (ossia "linea dell'entroterra"), è una linea ferroviaria della Svezia lunga 1288 km, che collega Gällivare a Kristinehamn. Nel ventunesimo secolo la Inlandsbana è costituita dalle tratte Kristinehamn–Filipstad e Mora–Gällivare. Il tratto più meridionale compreso tra Filipstad e Lomsmyren, a sud di Mora, è armato ma chiuso al traffico.
Di proprietà statale, è gestita da Inlandsbanan AB e Trafikverket (limitatamente alle tratte Filipstad–Kristinehamn e Östersund V–Brunflo, e nell'ambito delle stazioni di Gällivare, Östersund e Mora).

## Storia

### Origini e costruzione
L’idea di realizzare un collegamento ferroviario tra il nord e il sud-ovest della Svezia risale già alla fine del XIX secolo e fu motivata da considerazioni ideologiche, politiche e militari.
La futura Inlandsbana nacque infatti dall’unione di due visioni: da un lato, migliorare i collegamenti ferroviari delle province storiche di Dalarna e Bohuslän — al confine con la Norvegia — con il resto del Paese; dall’altro, promuovere la colonizzazione e lo sviluppo dell’entroterra del Norrland. In parallelo, le forze armate svedesi auspicavano la creazione di una linea alternativa alla principale via di comunicazione verso l’Övre Norrland, situata lontano dalla costa del golfo di Botnia, per garantire la mobilità di truppe e rifornimenti anche in caso di attacco alla rete ferroviaria esistente. Tale linea avrebbe inoltre dovuto collegare i giacimenti minerari del nord e la fortezza di Boden. Per motivi economici, si decise di far terminare la linea meridionale a Kristinehamn, affacciata sul lago Vänern e collegata allo stretto del Kattegat tramite il fiume Göta e il canale di Trollhätte.
I primi lavori iniziarono già nel 1873 con la costruzione della tratta Kristinehamn–Filipstad da parte della Östra Värmlands Järnväg (ÖWJ). Nel 1887, la  Mora–Vänerns Järnväg (MVJ) ottenne la concessione per estendere la linea fino a Mora, mentre nello stesso anno la Falun–Rättvik–Mora Järnväg (FRMJ) realizzò la propria linea omonima, prolungata fino a Vansbro nel 1892 in collaborazione con la MVJ. Sempre negli anni 1890, la Mora Älvdalens Järnvägsaktiebolag (MEJ) ricevette la concessione per la costruzione della linea Mora–Älvdalen, poi ceduta alla FRMJ. La tratta Orsa–Sveg venne inaugurata fra il 1905 e il 1909 dalla Orsa–Härjeådalens Järnväg (OHJ).
Tra il 1917 e il 1919, queste ferrovie private vennero nazionalizzate e integrate nella rete delle Statens Järnvägar (SJ), che portarono avanti direttamente la costruzione delle tratte Brunflo–Sveg, inaugurata nel 1922, e Östersund–Gällivare, completata nel 1937. I lavori di realizzazione della linea richiesero oltre trent’anni.

### Difficoltà operative e declino
Nonostante le elevate aspettative, l’infrastruttura completata risultò tecnicamente modesta e inadeguata per una linea di importanza nazionale. Le grandi distanze e la bassa densità industriale limitarono fortemente le prospettive di sviluppo economico del territorio attraversato.
A partire dagli anni Cinquanta e Sessanta, la crescente diffusione dell’automobile e la concorrenza del trasporto su gomma causarono un rapido declino dell’utenza ferroviaria, aggravato da velocità commerciali ridotte e da un servizio passeggeri poco frequente. Il traffico merci e viaggiatori subì un progressivo ridimensionamento: tra il 1961 e il 1964 venne sospeso il servizio merci nei tratti Jokkmokk–Moskosel e Slagnäs–Sorsele; tra il 1984 e il 1989 anche fra Ulriksfors–Hoting, Norra Kikkejaur–Moskosel e Jokkmokk–Gällivare. Nel 1988 fu interrotto il traffico merci tra Sveg e Östersund, mentre il servizio passeggeri regolare fu completamente sospeso nel 1992 lungo la tratta settentrionale tra Östersund e Gällivare.

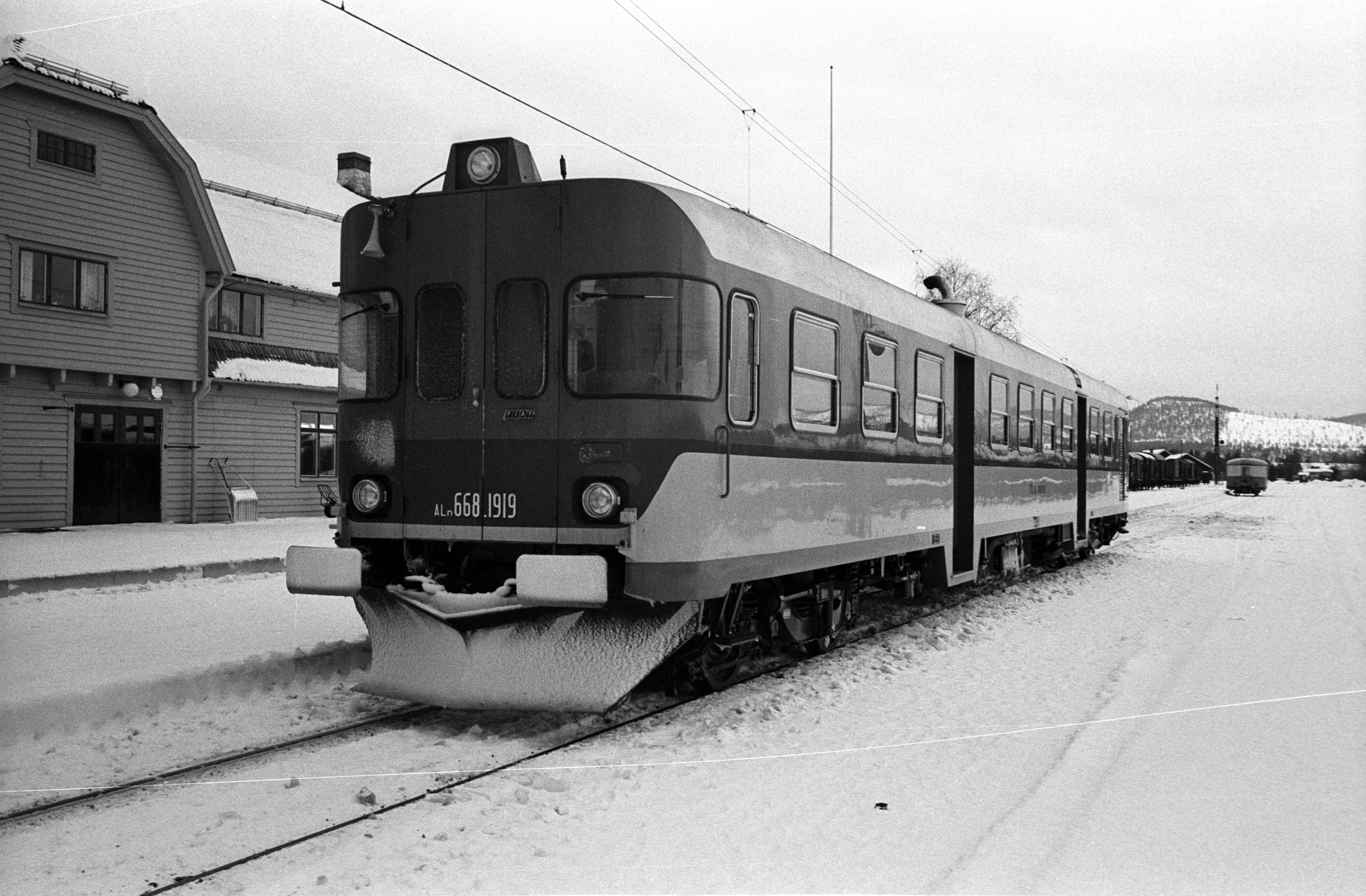
La ALn 668 1919 in prova sulla Inlandsbana tra Östersund e Sveg

Al fine di rimpiazzare le obsolete automotrici del tipo Y6, all'inizio degli anni settanta le SJ provarono estensivamente lungo la Inlandsbana alcune automotrici straniere tra cui alcune ALn 668 di costruzione FIAT. L'esito positivo delle prove portarono le SJ ad ordinare, dopo alcune opportune modifiche, 100 automotrici derivate dalle ALn 668, inquadrate nel gruppo Y1. Nonostante fossero state concepite per trainare un carro merci o bagagliaio, le prestazioni dei due motori suggerirono alle SJ di richiedere una modifica in corso d'opera del progetto con l'adozione di un piccolo bagagliaio, come sulle ALn 668 originali, confluendo nel gruppo YF1.

### La rinascita e sviluppi futuri
Nel 1993, una decina di comuni lungo il tracciato rilevarono da Banverket (l’ente infrastrutturale poi confluito in Trafikverket) la gestione della tratta Mora–Gällivare, fondando la società Inlandsbanan AB con l’obiettivo di mantenere in esercizio la linea, principalmente per scopi turistici e per il trasporto merci. Al fine di migliorare le condizioni della linea, negli anni 2000 sono stati effettuati diversi lavori di potenziamento infrastrutturale per elevare il massimo carico assiale e consolidare alcuni ponti. Nel 2023 è stata inoltre annunciata l'elettrificazione dei circa 2 km tra Morastrand e Lomsmyren per consentire una maggiore interoperabilità del traffico merci. Nel 2024, la società Inlandsbanan AB, in qualità di gestore infrastruttura, ha formalmente pubblicato una richiesta di informazioni (RFI) al fine di apportare ulteriori migliorie infrastrutturali e rilanciare la tratta Gällivare–Mora con un programma da €1 mld. L'obiettivo dichiarato è integrare maggiormente la linea all'interno della rete ferroviaria svedese, offrendo alle imprese ferroviarie un itinerario alternativo per i treni merci tra il nord e il sud del paese. In particolare, sono previsti lavori di implementazione del sistema di segnalamento ETCS, l'aumento delle velocità massime, la costruzione di una bretella per evitare il regresso dei treni nella stazione di Arvidsjaur, il ripristino della bretella di Mora, l'aumento del massimo peso assiale da 22.5 a 25 tonnellate, l'allungamento dei binari di precedenza al nuovo standard europeo di 750 metri.

## Caratteristiche
|  |  | Continuation backward |

|  |  | Station on track |

| 349+172  |
| 1312+639 |

|  | Unknown route-map component "CONTgq" | Unknown route-map component "ABZgr" |  |  |

|  |  | Unknown route-map component "STR+GRZq" |

| 348+429  |
| 1314+006 |

|  |  | Station on track |

|  |  | Small bridge over water |

|  |  | Small bridge over water |

|  |  | Unknown route-map component "BUE-sv" |

|  |  | Station on track |

|  |  | Enter and exit short tunnel |

|  |  | Stop on track |

|  |  | Unknown route-map component "BUE-sv" |

|  |  | Non-passenger station/depot on track |

|  |  | Unknown route-map component "BUE-sv" |

|  |  | Station on track |

|  |  | Unknown route-map component "BUE-sv" |

|  |  | Unknown route-map component "BSTeBHF" |

|  |  | Stop on track |

|  |  | Small bridge over water |

|  |  | Station on track |

|  |  | Unknown route-map component "BUE-sv" |

|  |  | Unknown route-map component "HSTeBHF" |

|  |  | Unknown route-map component "ABZg+l" | Unknown route-map component "KBSTeq" |  |

|  |  | Unknown route-map component "ABZl+l" | Unknown route-map component "KBHFxeq" | Unknown route-map component "exCONTfq" |

|  |  | Unknown route-map component "KMW" |

| 76+250  |
| 326+950 |

|  |  | Non-passenger station/depot on track |

|  |  | Unknown route-map component "BUE-sv" |

|  |  | Station on track |

|  |  | Unknown route-map component "SKRZ-Au" |

|  |  | Unknown route-map component "HSTeBHF" |

|  |  | Unknown route-map component "SKRZ-Ao" |

|  | Unknown route-map component "KBSTaq" | Unknown route-map component "ABZg+r" |  |  |

|  |  | Unknown route-map component "BUE-sv" |

|  |  | Station on track |

|  |  | Unknown route-map component "HSTeBHF" |

|  |  | Unknown route-map component "BUE-sv" |

|  |  | Small bridge over water |

|  |  | Unknown route-map component "BUE-sv" |

|  |  | Stop on track |

|  |  | Non-passenger station/depot on track |

|  |  | Unknown route-map component "BUE-sv" |

|  |  | Unknown route-map component "SKRZ-Ao" |

|  |  | Station on track |

| 167+181 |
| 312+445 |

|  |  | Unknown route-map component "ABZgl" | Unknown route-map component "ABZq+l" | Unknown route-map component "CONTfq" |

|  |  | Unknown route-map component "ABZg+l" | Unknown route-map component "BSTr" |  |

|  |  | Small bridge over water |

|  |  | Non-passenger station/depot on track |

|  |  | Unknown route-map component "BUE-sv" |

|  |  | Station on track |

|  |  | Unknown route-map component "SKRZ-Au" |

|  |  | Non-passenger station/depot on track |

|  |  | Unknown route-map component "ABZg+l" | Unknown route-map component "KBSTeq" |  |

|  |  | Stop on track |

|  |  | Station on track |

|  |  | Station on track |

|  |  | Stop on track |

|  |  | Unknown route-map component "ABZg+l" | Unknown route-map component "KBSTeq" |  |

|  |  | Unknown route-map component "SKRZ-Ao" |

|  |  | Station on track |

|  |  | Stop on track |

|  |  | Unknown route-map component "SKRZ-Ao" |

|  |  | Small bridge over water |

|  |  | Unknown route-map component "ABZg+l" | Unknown route-map component "CONTfq" |  |

|  |  | Station on track |

|  |  | Stop on track |

|  | Unknown route-map component "BST+l" | Unknown route-map component "ABZgr" |  |  |

|  | One way leftward | Unknown route-map component "ABZg+r" |  |  |

|  |  | Unknown route-map component "BUE-sv" |

|  |  | Non-passenger station/depot on track |

|  | Non-passenger head stop | Straight track |  |  |

|  | One way leftward | Unknown route-map component "ABZg+r" |  |  |

|  |  | Station on track |

| 0+000   |
| 115+341 |

|  |  | Small bridge over water |

|  |  | Unknown route-map component "BUE-sv" |

|  |  | Station on track |

|  |  | Non-passenger station/depot on track |

|  |  | Unknown route-map component "HSTeBHF" |

|  |  | Unknown route-map component "SKRZ-Ao" |

|  |  | Small bridge over water |

|  |  | Unknown route-map component "SKRZ-Au" |

|  |  | Station on track |

|  |  | Non-passenger station/depot on track |

|  |  | Unknown route-map component "STR+GRZq" |

|  |  | Unknown route-map component "SKRZ-Ao" |

|  |  | Stop on track |

|  |  | Stop on track |

|  | Unknown route-map component "CONTgq" | Unknown route-map component "ABZg+r" |  |  |

|  |  | Station on track |

|  |  | Unknown route-map component "LSTR" |

|  |  | Station on track |

|  |  | Unknown route-map component "ABZgl" | Unknown route-map component "CONTfq" |  |

|  |  | Unknown route-map component "HSTeBHF" |

|  |  | Station on track |

|  |  | Unknown route-map component "SKRZ-Au" |

|  |  | Unknown route-map component "HSTeBHF" |

|  |  | Non-passenger station/depot on track |

|  |  | Stop on track |

|  |  | Unknown route-map component "SKRZ-Ao" |

|  |  | Non-passenger station/depot on track |

|  |  | Station on track |

|  |  | Stop on track |

|  |  | Unknown route-map component "SKRZ-Au" |

|  |  | Stop on track |

|  |  | Station on track |

|  |  | Stop on track |

|  |  | Stop on track |

|  | Unknown route-map component "KRW+l" | Unknown route-map component "KRWgr" |  |  |

|  | Unknown route-map component "BSTl" | Unknown route-map component "ABZgr" |  |  |

|  |  | Station on track |

|  | Unknown route-map component "exCONTgq" | Unknown route-map component "eABZg+r" |  |  |

|  |  | Station on track |

|  |  | Unknown route-map component "hKRZWae" |

|  |  | Unknown route-map component "SKRZ-Au" |

|  |  | Unknown route-map component "SKRZ-Au" |

|  |  | Station on track |

|  |  | Unknown route-map component "BUE-sv" |

|  |  | Unknown route-map component "BUE-sv" |

|  |  | Unknown route-map component "HSTeBHF" |

|  |  | Station on track |

|  |  | Unknown route-map component "BUE-sv" |

|  |  | Non-passenger station/depot on track |

|  |  | Unknown route-map component "SKRZ-Au" |

|  |  | Unknown route-map component "ABZg+l" | Unknown route-map component "CONTfq" |  |

|  |  | Station on track |

|  |  | Stop on track |

|  |  | Stop on track |

|  |  | Unknown route-map component "SKRZ-Ao" |

|  |  | Unknown route-map component "STR+GRZq" |

| 221+305 |
| 180+812 |

|  |  | Unknown route-map component "ABZgxl+l" | Unknown route-map component "CONTfq" |  |

|  |  | Station on track |

| 220+667 |
| 181+416 |

|  |  | Stop on track |

| 219+594 |
| 182+535 |

|  | Unknown route-map component "CONTgq" | Unknown route-map component "ABZgr" |  |  |

|  |  | Unknown route-map component "STR+GRZq" |

|  |  | Unknown route-map component "ABZgl" | Unknown route-map component "KBSTeq" |  |

|  |  | Unknown route-map component "ABZgl" | Unknown route-map component "KBSTeq" |  |

|  |  | Unknown route-map component "KBSTxe" |

|  |  | Unknown route-map component "exLSTR" |

|  |  | Unknown route-map component "KBSTxa" |

|  |  | Unknown route-map component "ABZg+l" | Unknown route-map component "CONTfq" |  |

|  |  | Non-passenger station/depot on track |

| 149+983 |
| 297+850 |

|  |  | Unknown route-map component "BUE-sv" |

|  | Unknown route-map component "CONTgq" | Unknown route-map component "xABZgr" |  |  |

|  |  | Unknown route-map component "exLSTR" |

|  |  | Unknown route-map component "KBSTxa" |

|  |  | Straight track | Unknown route-map component "STR+l" | Unknown route-map component "CONTfq" |

|  | Unknown route-map component "CONTgq" | Unknown route-map component "ABZg+r" | Straight track |  |

|  |  | Non-passenger station/depot on track | Straight track |  |

|  |  | Unknown route-map component "KMW" | Straight track |  |

| 177+519 |
| 41+204  |

|  |  | Junction both to and from left | One way rightward |  |

|  |  | Unknown route-map component "HSTeBHF" |

|  |  | Stop on track |

|  |  | Station on track |

|  |  | Stop on track |

|  |  | Unknown route-map component "ABZg+l" | Unknown route-map component "KBSTeq" |  |

|  |  | Unknown route-map component "SKRZ-Ao" |

|  |  | Unknown route-map component "ABZg+l" | Unknown route-map component "CONTfq" |  |

|  |  | Station on track |

|  |  | Continuation forward |

Dei 1288 km complessivi della ferrovia, sono in servizio i 746 km della tratta Gällivare–Arvidsjaur–Storuman–Östersund, i 15 della tratta Östersund–Brunflo (condivisi con la Mittbana Storlien–Sundsvall C), i 307 km della tratta Mora–Sveg–Brunflo. Dei rimanenti 228 km della tratta Mora–Vansbro–Filipstad–Kristinehamn, solo gli ultimi 54 km fra Filipstad e Kristinehamn, parzialmente in comune con la Bergslagsbana Kil–Gävle C, sono in servizio, serviti dai treni passeggeri e merci dell'operatore TÅGAB (Tågåkeriet i Bergslagen AB).
La linea è interamente a semplice binario e non elettrificata, ad eccezione delle brevi tratte Östersund V–Brunflo e Daglösen–Kristinehamn che sono elettrificate a corrente alternata monofase da 15000 V 16⅔ Hz, è classificata in categoria D2, e non è dotata né del sistema di protezione della marcia dei treni nazionale ATC né del sistema ERTMS/ETCS. Da sempre esercitata con un sistema di blocco di tipo manuale, nel 2017 è stato introdotto il sistema di comando a distanza Traffic Management System (TMS) sviluppato da Cactus Rail per la gestione da remoto di otto località di servizio dai posti centrali di Sveg, Hoting, Storuman e Östersund.

### Percorso

#### Gällivare–Östersund C
Il viaggio lungo l’Inlandsbana inizia a Gällivare, nella contea di Norrbotten, importante nodo ferroviario posto sulla Malmbana Luleå–Narvik. La stazione, costruita nel 1894 in stile Dragestil, è servita anche dai treni notturni a lunga percorrenza provenienti da Stoccolma. Dopo aver lasciato Gällivare, la linea si dirige verso ovest per poi piegare a sud, attraversando territori remoti fino a raggiungere Porjus, importante centro affacciato sullo Stora Lulevatten. Qui fu costruito nel 1911 uno dei primi impianti idroelettrici per alimentare la Malmbana. La ferrovia segue quindi il corso del fiume Luleälv, che attraversa su un imponente ponte ferro-stradale nei pressi di Harsprånget, sede della più potente centrale idroelettrica della Svezia. Più a sud, la ferrovia attraversa il fiume Pakkojokk su un ponte ad arco in pietra, con una campata di 20 metri: si tratta del più lungo ponte in pietra della rete ferroviaria svedese. A Jokkmokk, importante centro della cultura sami, si attraversa la breve galleria Nyborg, l'unica incontrata sull'intera linea, e si supera il circolo polare artico presso la fermata di Geografiska polcirkeln. Il paesaggio si fa sempre più boscoso fino a Kåbdalis, dove nel 1936 avvenne l'incontro simbolicotra le squadre di costruzione provenienti da nord e da sud, sancendo il completamento della linea. Poco dopo si attraversa il fiume Piteälv con un altro ponte condiviso tra ferrovia e strada, prima di arrivare ad Arvidsjaur, che fino al 1990 era collegata alla Stambanan genom övre Norrland Bräcke–Luleå, la linea principale che attraversa il Norrland da nord a sud, tramite la dismessa Tvärbana Jörn–Arvidsjaur. 
Qui i treni invertono la direzione di marcia, e proseguono verso ovest passando per Avaviken, Slagnäs e Buresjön, fino a Sorsele, dove ha sede un piccolo museo ferroviario. Seguendo ora il corso del fiume Vindelälv si toccano Blattnicksele e Sandsjönäs, dove la linea vira nuovamente verso ovest per poi raggiungere Lomselenäs e Storuman, importante nodo da cui si dirama la linea per Hällnäs, connessa alla Stambanan genom övre Norrland. Il percorso continua tra boschi e laghi attraverso Vinlidsberg, Vojmån e Lövliden fino a Vilhelmina, cittadina affacciata sul lago Volgsjön e dedicata alla regina Fredrika Dorotea Vilhelmina di Baden, regina di Svezia. Seguendo il corso del fiume Ångermanälv, la linea raggiunge Meselefors e, piegando quindi a sud-ovest, arriva a Dorotea, anch'essa legata al nome della sovrana. Dopo Dorotea la ferrovia incontra e supera il lago Rörströmssjön con un ponte in acciaio di 122 metri su tre piloni in pietra ed un sistema di rilevati lungo complessivamente 2,5 km. Entrati in Ångermanland, si giunge a Hoting, importante centro forestale e capolinea della linea Forsmo–Hoting, altra linea trasversale che si innesta sulla Stambanan genom övre Norrland. Superato il confine con il Jämtland, si attraversano Lövberga e Ulriksfors, da cui parte una breve diramazione di circa 4 km per Strömsund. Proseguendo verso sud-ovest, la linea attraversa i laghi del sistema Ströms Vattudal con tre brevi ponti, quindi tocca le località di Jämtlands Sikås, Munkflohögen, Häggenås, e Lit, per poi superare il fiume Indalsälv a Litsnäset. Dopo aver superato l’ex stazione di Åskott, si entra nell'area urbana di Östersund attraversando l'area industriale di Lugnvik, dove avevano sede delle importanti officine ferroviarie, affiancando quindi la Mittbana Storlien–Sundsvall, passando per la fermata di Jamtli, e fermando immettendosi sulla stessa Mittbana ad Östersund Västra e alla stazione centrale di Östersund.

#### Östersund C–Mora C
Lorem ipsum.

#### Mora C–Kristinehamn
Lorem ipsum.

## Traffico

### Servizio viaggiatori
Il servizio viaggiatori sulla linea è essenzialmente turistico e stagionale, con una coppia sulla relazione Mora C–Östersund C, con percorrenza di circa 5h40, e una sulla relazione Östersund C–Gällivare, con percorrenza di circa 13h30. I treni sono effettuati con automotrici termiche della serie Y1.

### Servizio merci
Il servizio merci lungo la linea si attesta a circa 77 circolazioni al mese, il 60–65% circa delle quali è costituito da trasporto di legname e derivati. La maggior parte del traffico è di interscambio con altre linee della rete ferroviaria svedese e ha origine o destinazione Storuman e Hoting.

## Galleria d'immagini

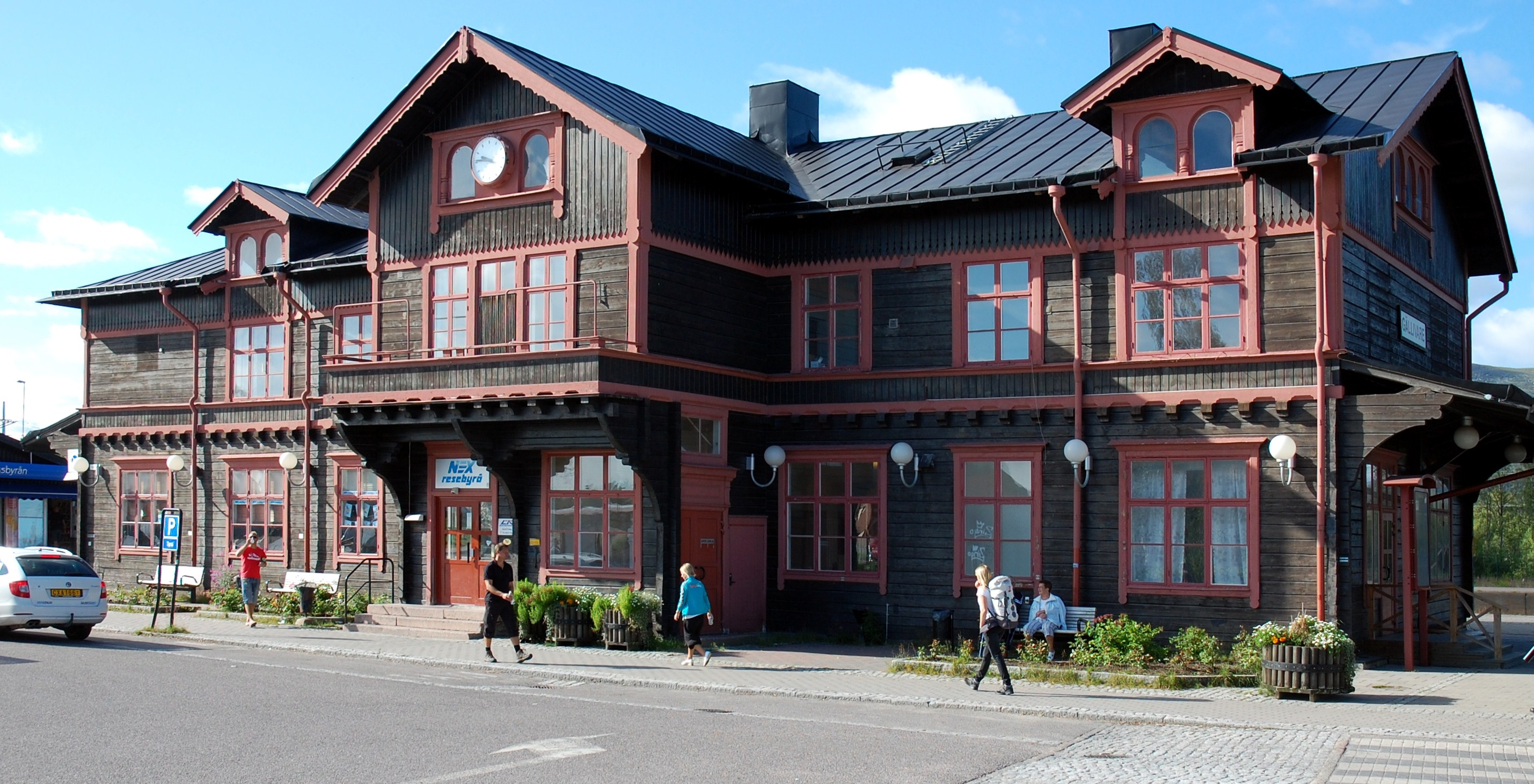
La stazione di Gällivare, capolinea settentrionale della Inlandsbana
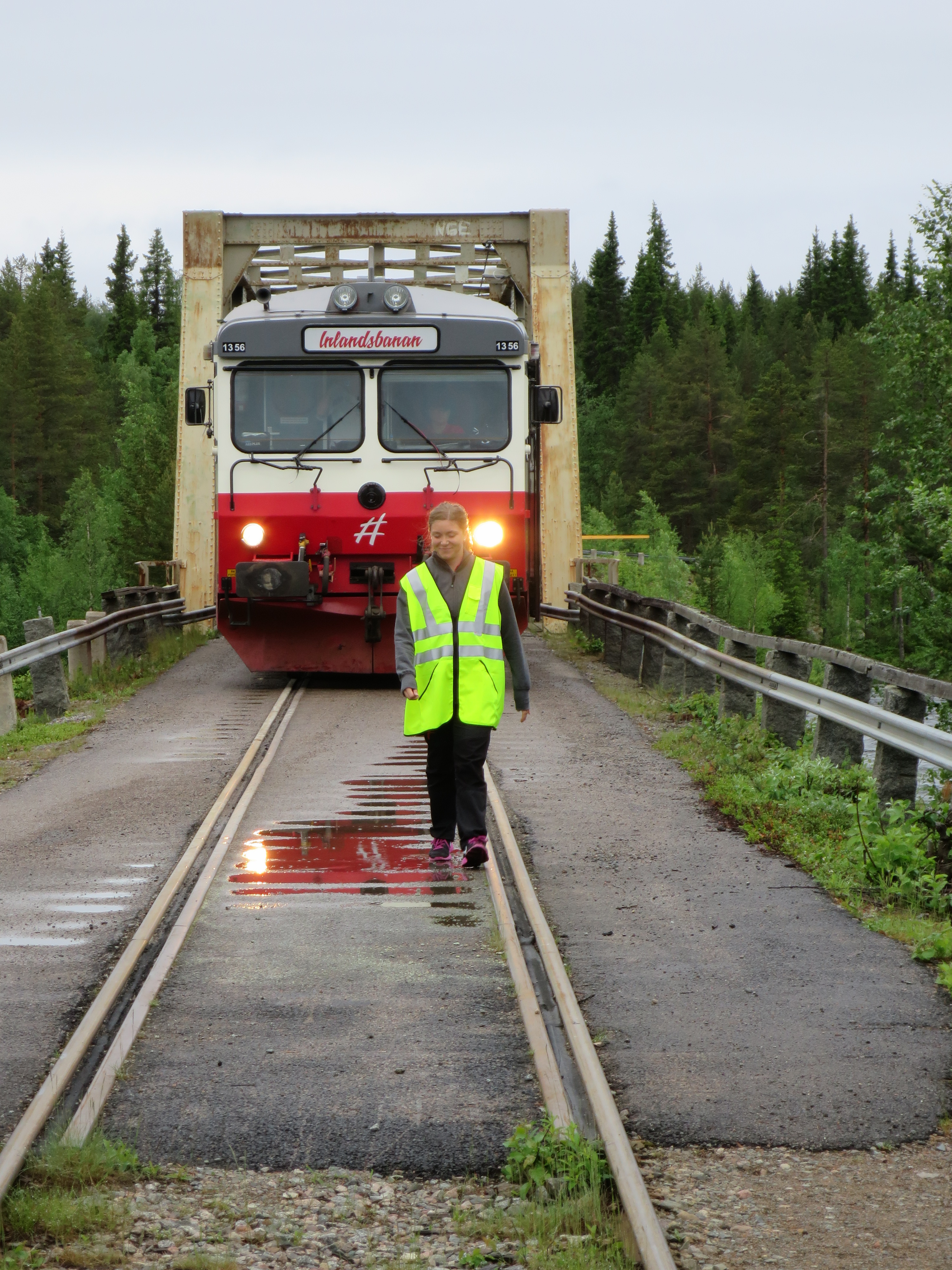
Ponte ferro-stradale sul fiume Piteälv
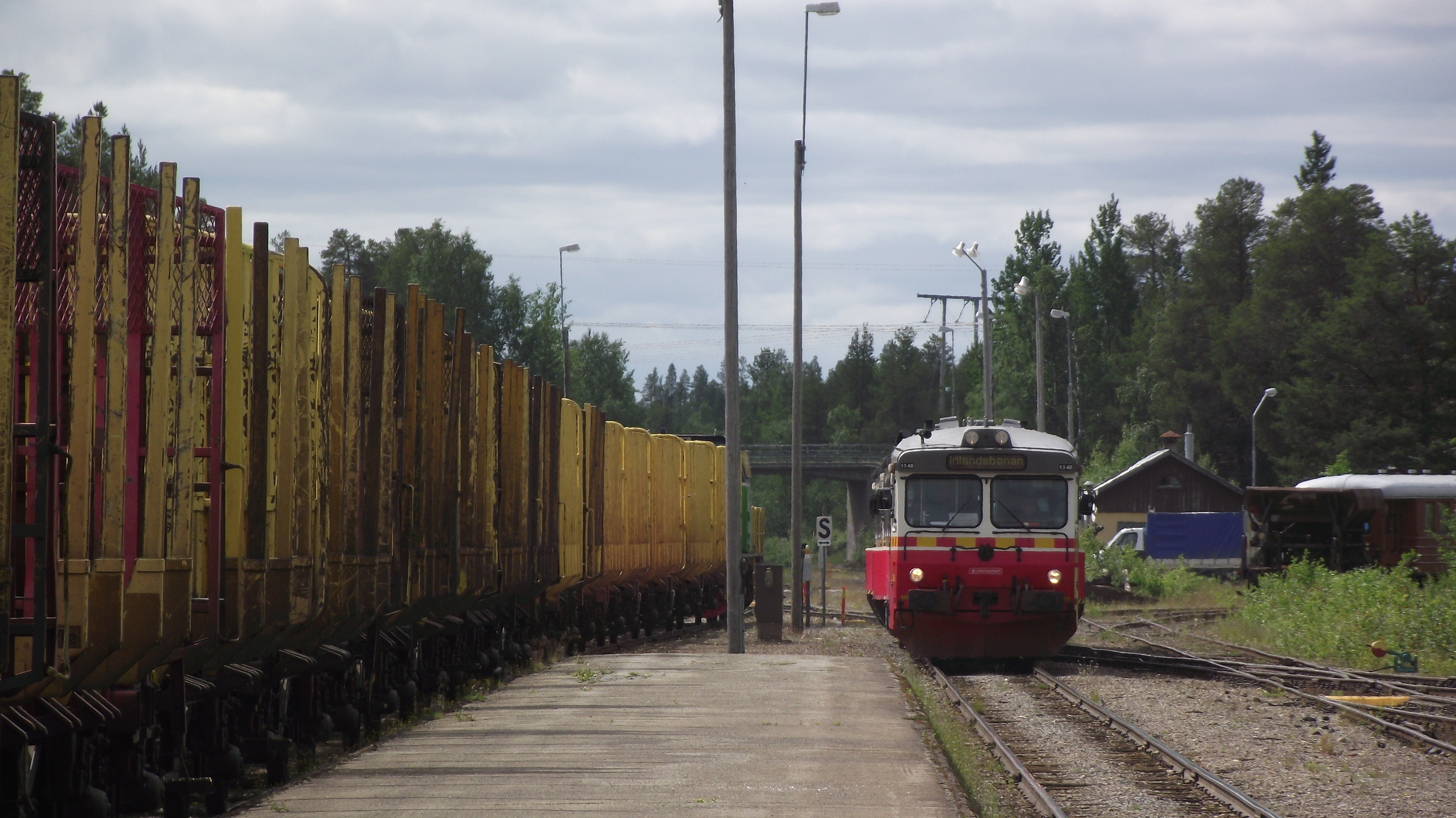
Incrocio fra un treno merci ed un treno passeggeri a Storuman
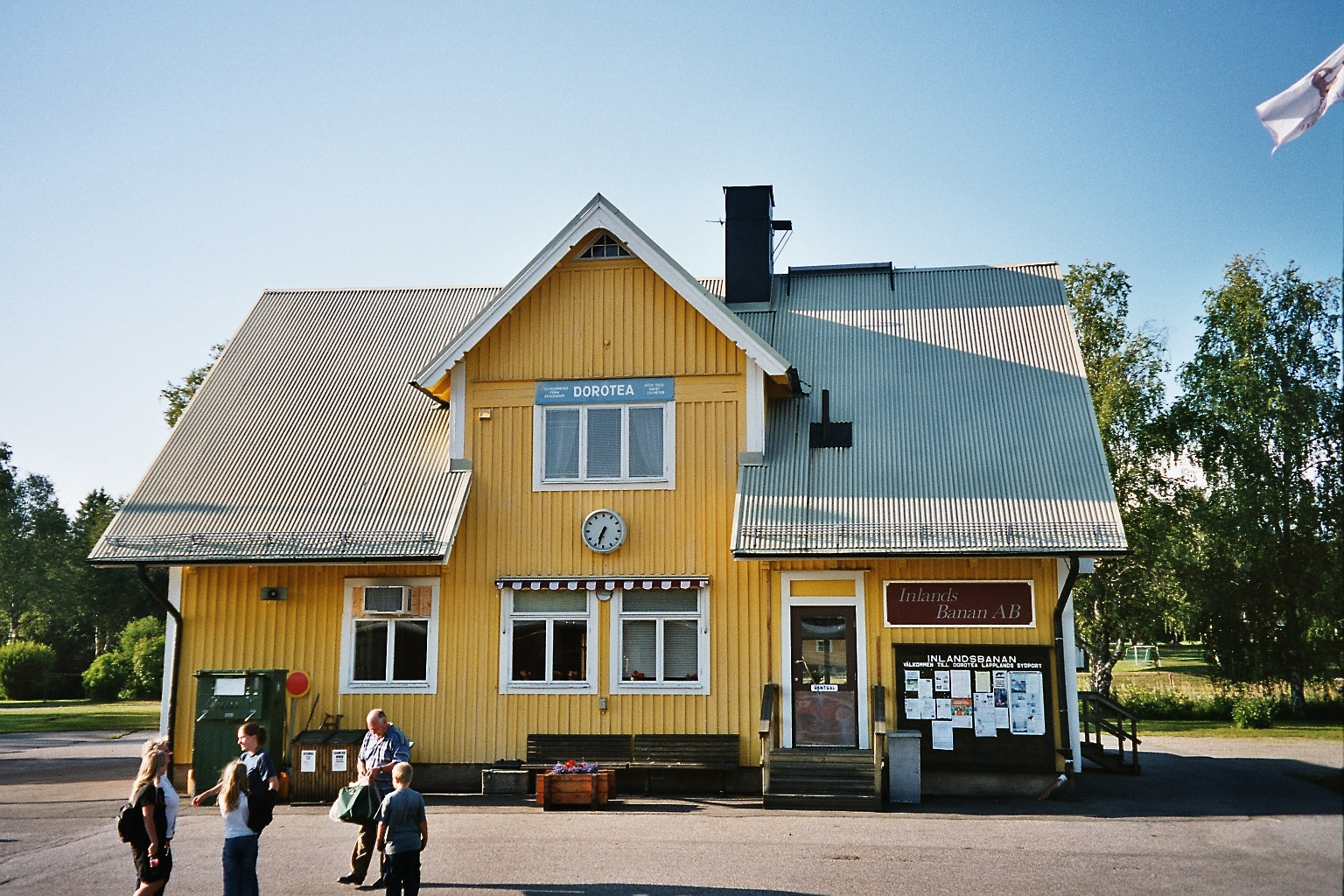
Stazione di Dorotea
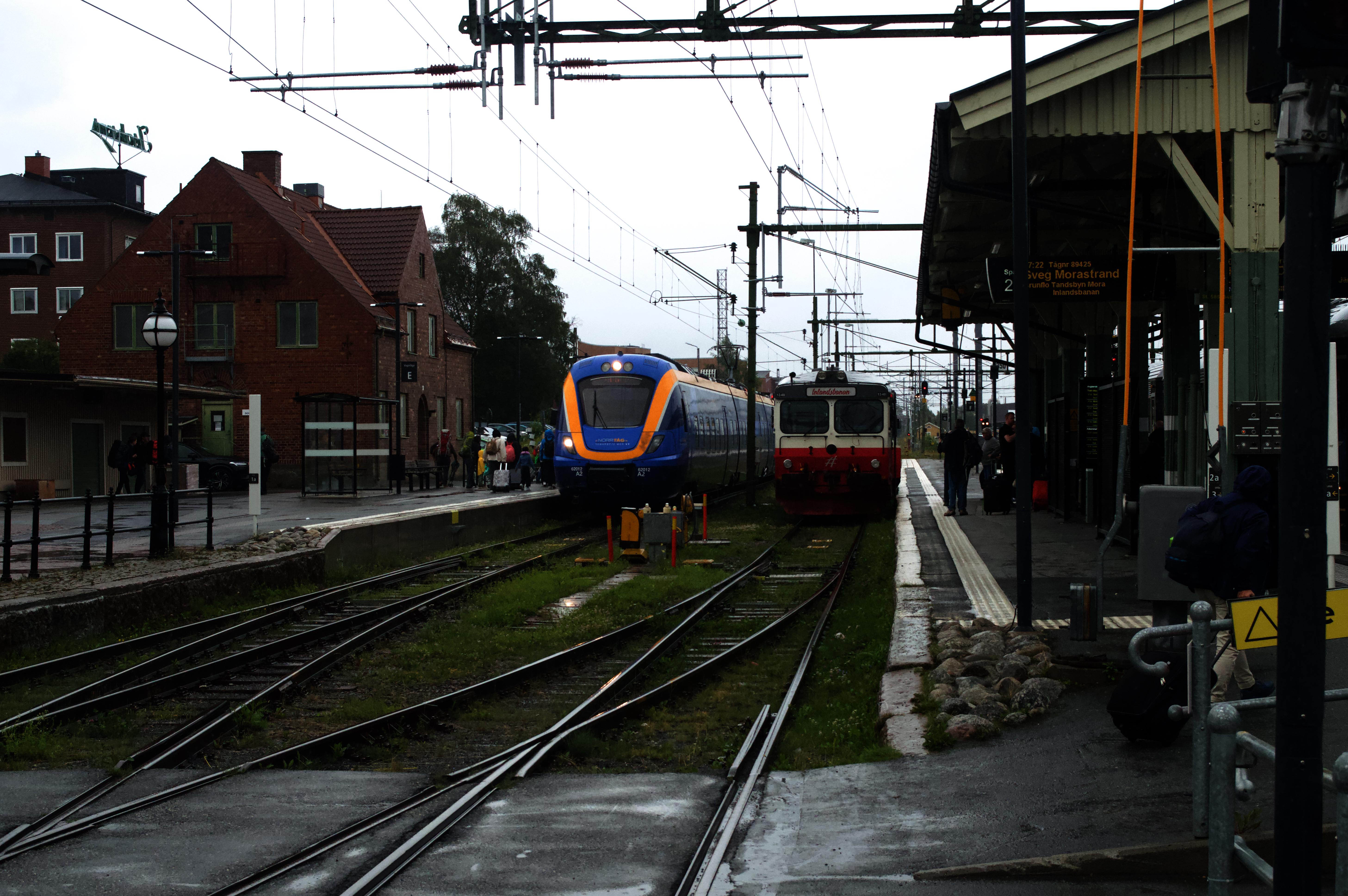
Stazione centrale di Östersund
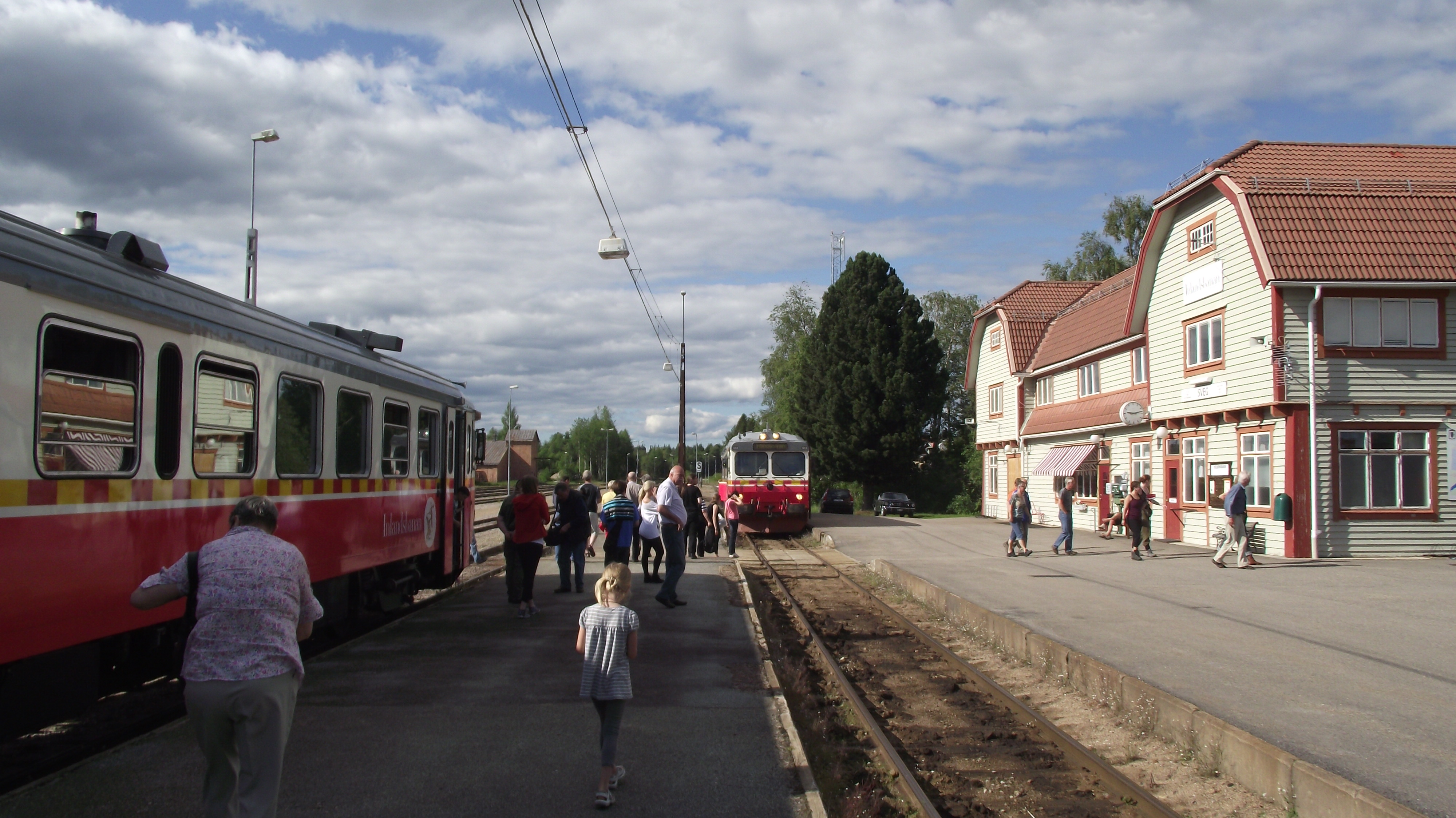
Incrocio fra due treni a Sveg
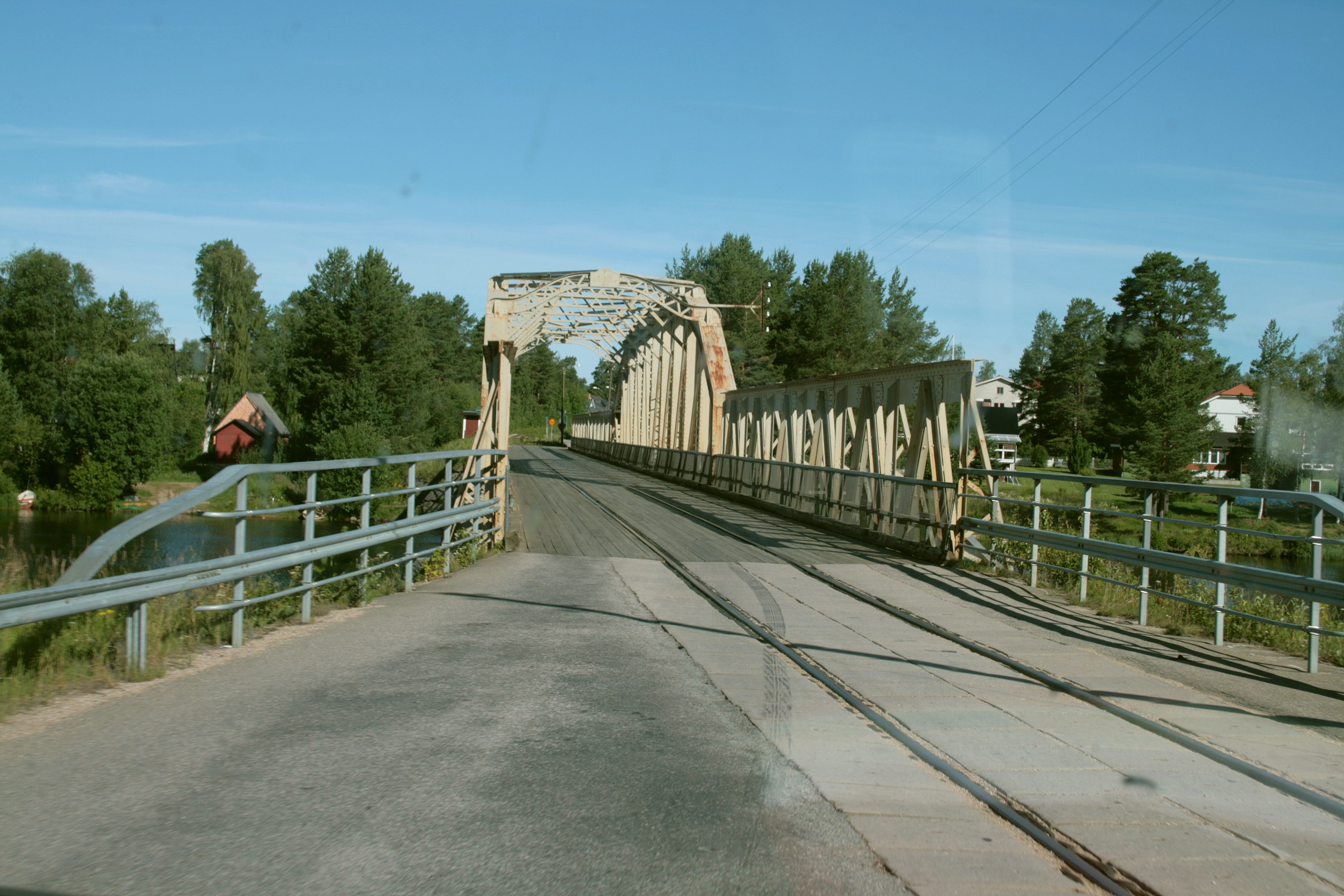
Ponte ferro-stradale a Sveg
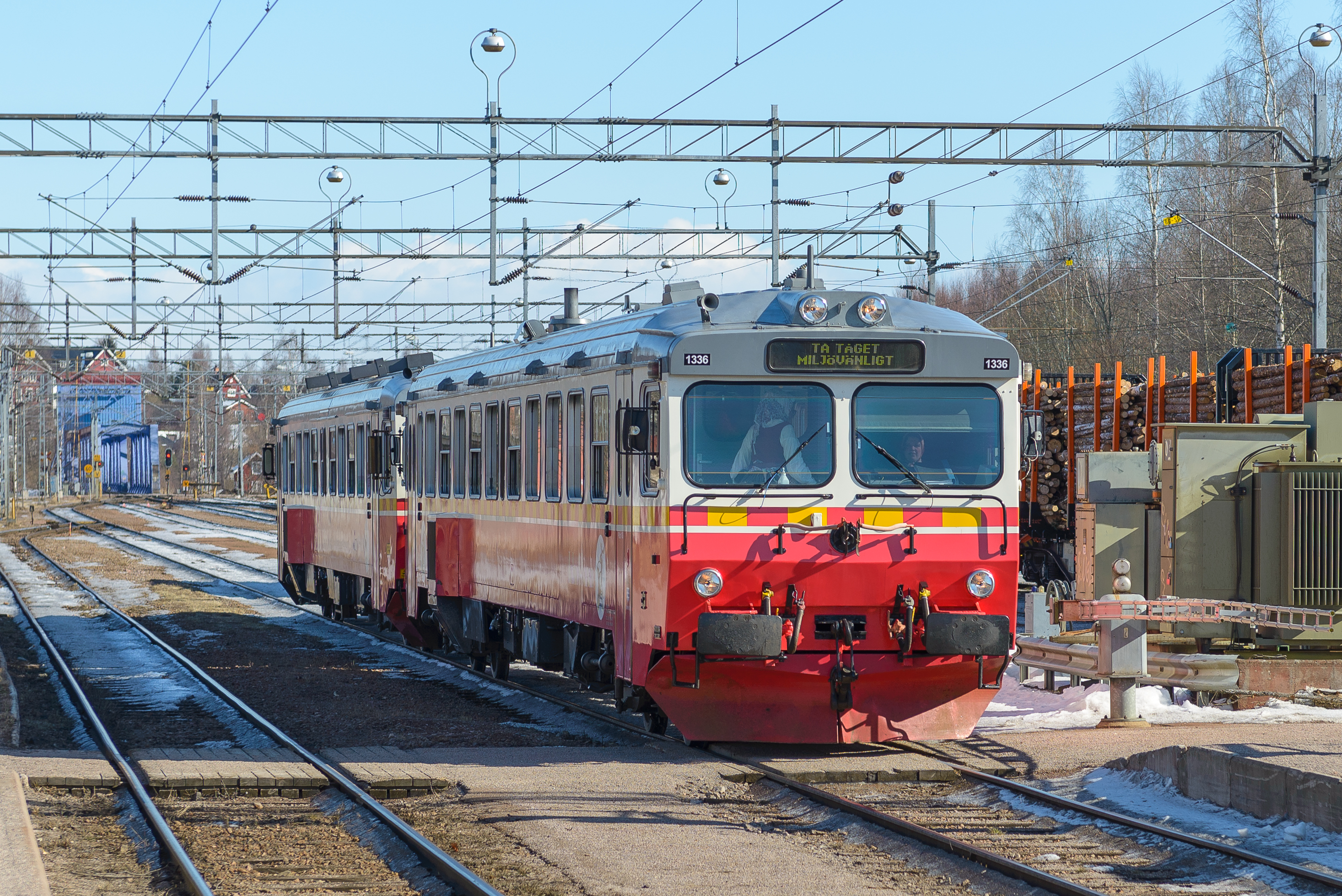
Treno in arrivo nella stazione di Mora
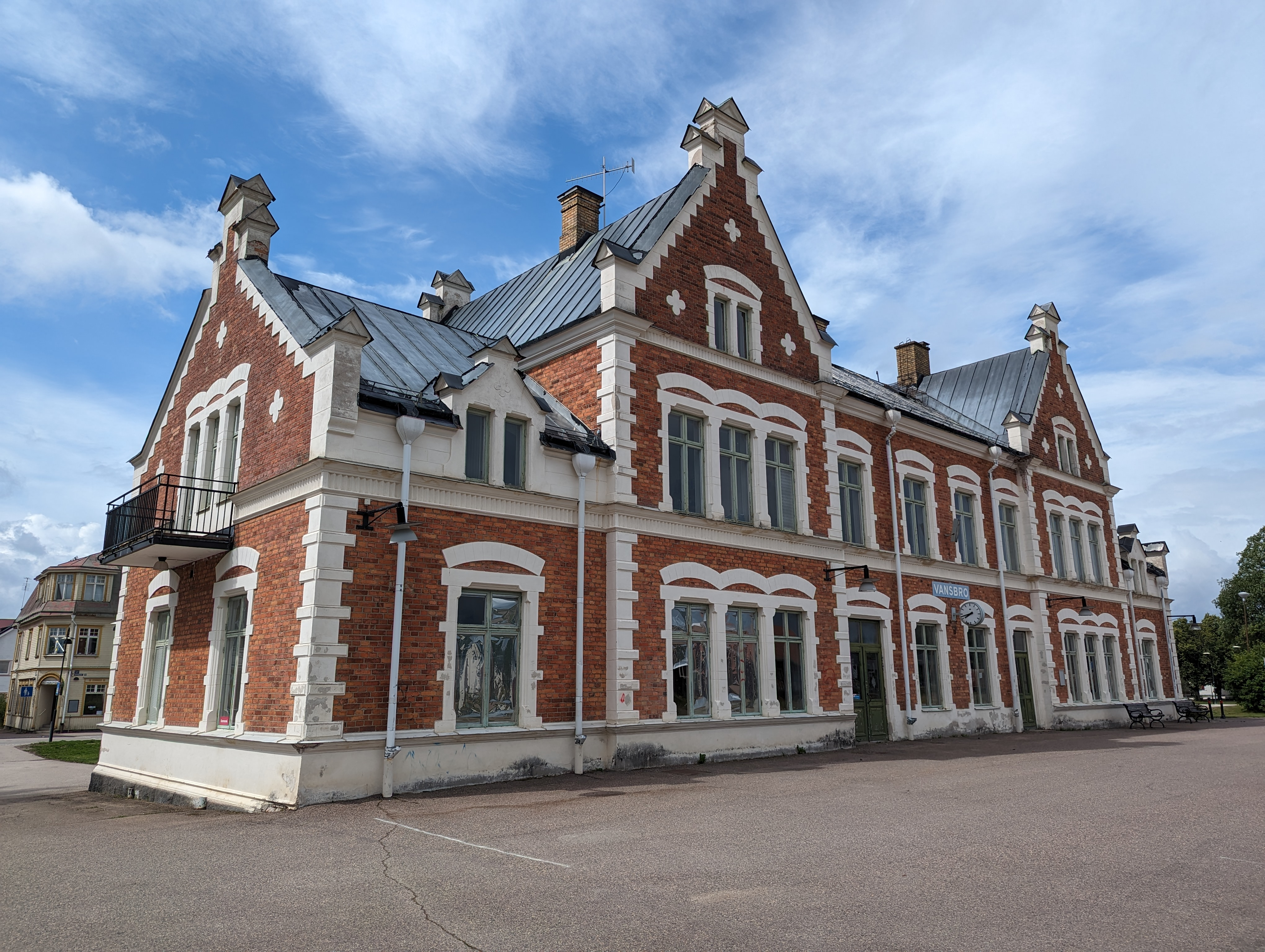
Stazione di Vansbro, in comune con la Västerdalsbana Borlänge–Malungsfors
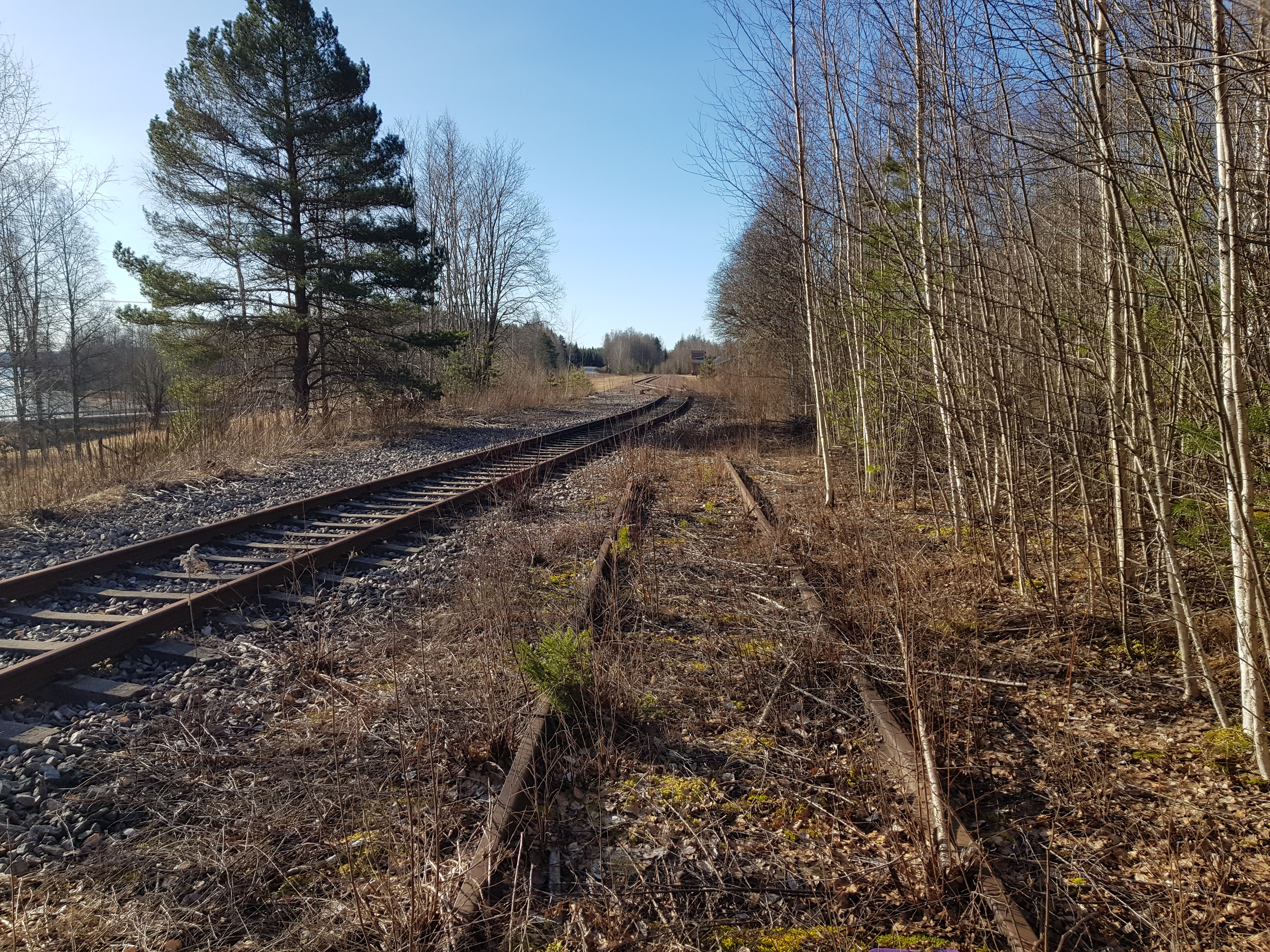
Tratto abbandonato nei pressi della stazione di Persberg
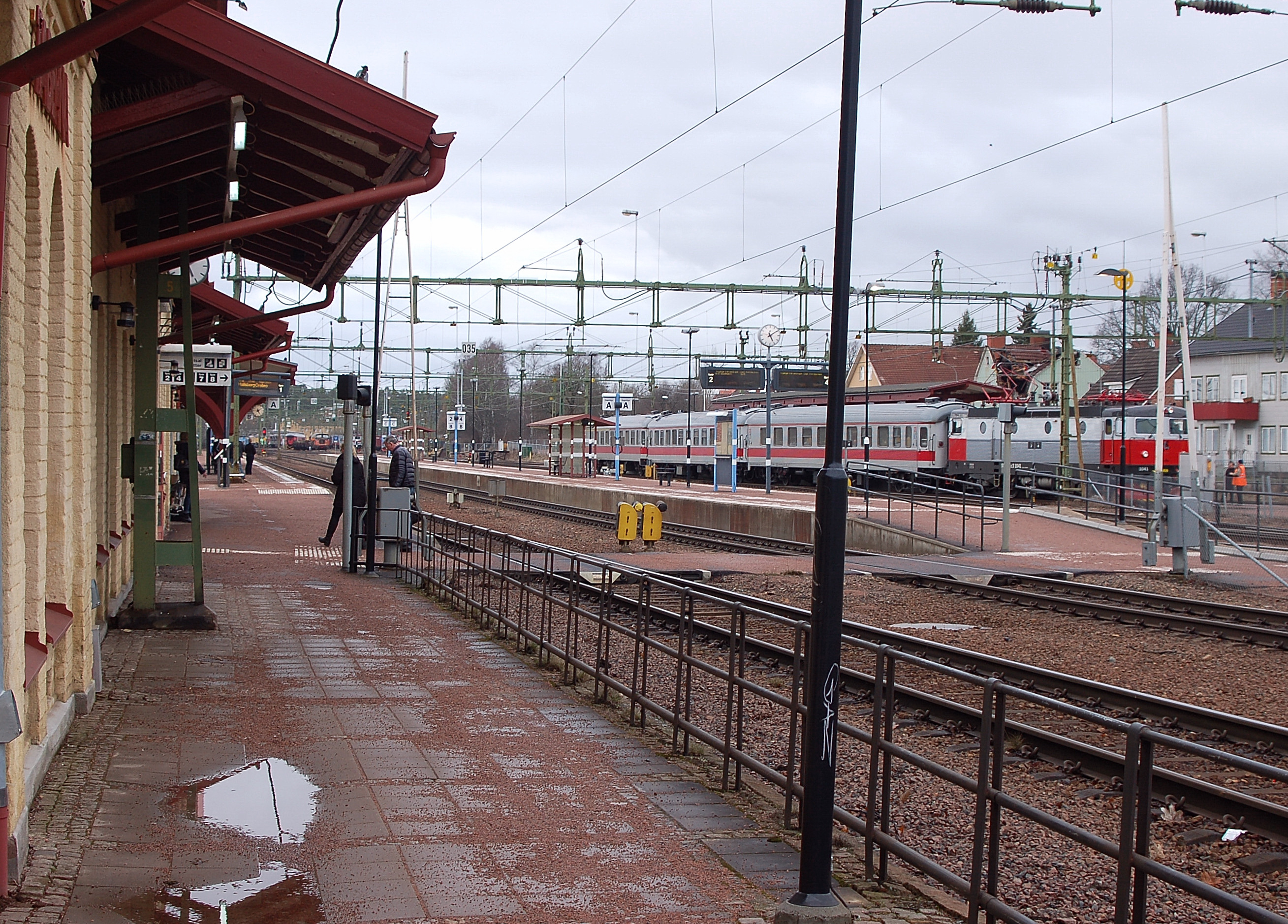
Stazione di Kristinehamn, capolinea meridionale della Inlandsbana e stazione di interscambio con la Värmlandsbana Laxå–Charlottenberg(–Oslo)